# Amycus
Amycus là một chi nhện trong họ Salticidae.